# Plessezke
Plessezke (ukrainisch Плесецьке; russisch Плесецкое Plessezkoje) ist ein Dorf in der ukrainischen Oblast Kiew mit etwa 3800 Einwohnern (2004).

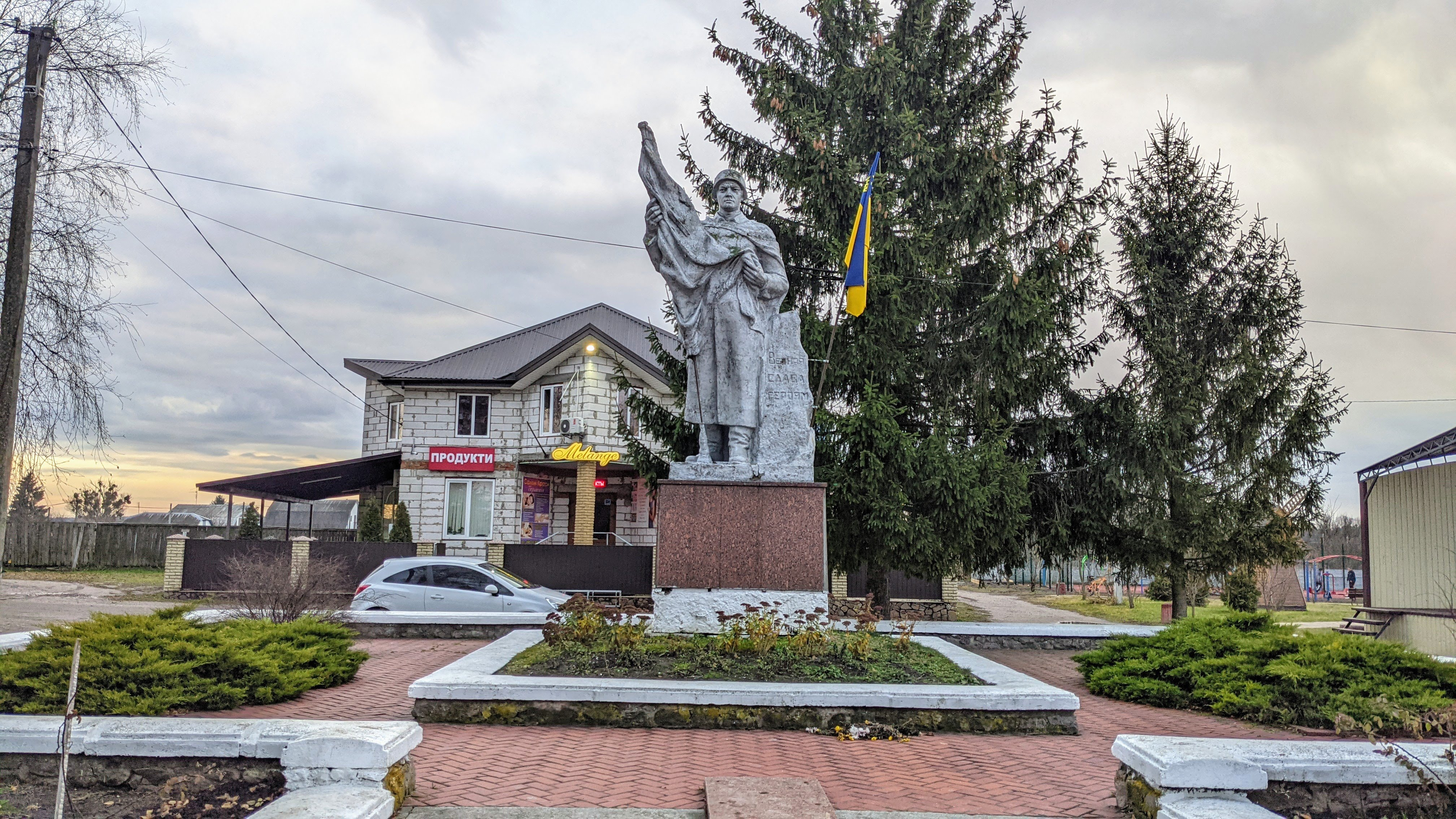
Denkmal im Ort

Das 1601 erstmals schriftlich erwähnte Dorf liegt am Rande eines Waldgebietes zwischen den Siedlungen städtischen Typs Borowa im Süden und Kalyniwka im Osten. Das ehemalige Rajonzentrum Wassylkiw liegt 19 km südöstlich und die Landeshauptstadt Kiew befindet sich etwa 45 km nordöstlich der Ortschaft.
Am 12. Juni 2020 wurde das Dorf ein Teil der neugegründeten Siedlungsgemeinde Kalyniwka, bis dahin bildete es die gleichnamige Landratsgemeinde Plessezke (Плесецька сільська рада/Plessezka silska rada) im Nordwesten des Rajons Wassylkiw.
Am 17. Juli 2020 kam es im Zuge einer großen Rajonsreform zum Anschluss des Rajonsgebietes an den Rajon Fastiw.